# Almaz (Lied)

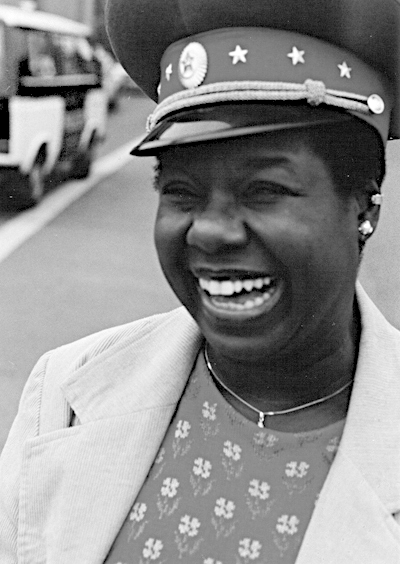
Randy Crawford (um 2008)

Almaz ist ein Lied der US-amerikanischen Soul-Sängerin Randy Crawford, das 1986 veröffentlicht wurde. Es gehört zu den wenigen von Crawford selbst getexteten und komponierten Liedern. Das Lied handelt von einer Frau aus Eritrea. Die Rechte des Stückes liegen bei Virginia Aaron Music BMI.

## Geschichte
1986 bat ein Nachbar Randy Crawfords sie um ein Lied für seine Frau. Beide waren Flüchtlinge aus Eritrea, sie lebten mit ihrem Kind zusammen und hatten Crawford zum Essen eingeladen. Sie konnte sich dafür nicht recht erwärmen und beschloss, dies mit dem Lied wettzumachen.
Der Song erschien zuerst auf Crawfords achten Album, Abstract Emotions. Er wurde zusammen mit Desire als dritte Single ausgekoppelt und erreichte Anfang 1987 in den Singlecharts des Vereinigten Königreichs Rang 4. Er blieb so lange in den Charts wie keine andere Single von ihr. In Irland erreichte das Lied Rang 2. In anderen europäischen Ländern konnte sich die Single nicht platzieren, in den USA erschien sie nicht.

## Beschreibung
„Almaz“ stammt aus dem Amharischen und Arabischen und bedeutet „Diamant“. Folglich handelt das Lied von einer besonders seltenen Ausprägung der Liebe. Almaz wird als pure and simple („rein und einfach“) beschrieben, born in a world where love survives („geboren in einer Welt, in der Liebe überlebt“). Die Sängerin macht sich Gedanken, ob das Leben Almaz mit der Zeit verbiegen werde.
Die Ballade ist in einer Molltonart geschrieben. Anfangs nur von einem Klavier sparsam begleitet, singt Crawford mit inniger, voluminöser Stimme. Streicher, Perkussion und wenige Holzbläserakzente ergänzen im Verlauf des Lieds das Klavier.
Der Song hat auf dem Album und der Single eine Länge von 4:04 Minuten, in anderen Zusammenstellungen auch etwas länger.